# Midway Arcade Treasures 2
Midway Arcade Treasures 2 es la segunda colección de juegos clásicos de arcade publicados por Midway Games para PlayStation 2, Xbox y GameCube.  Esta compilación incluye 20 juegos que no estaban en la versión de Midway Arcade Treasures de 2003. 
El juego se desarrolla de manera similar en las tres consolas, aunque la versión de Xbox tiene la capacidad exclusiva de cargar puntuaciones en un marcador en línea. Sin embargo, la versión de Xbox no es compatible con la Xbox 360. Las características especiales de cada versión del juego son las mismas.  Estos incluyen historias de juegos, entrevistas con desarrolladores y otros documentos.

## Juegos
La colección consta de los siguientes 20 juegos de arcade: 
| - A.P.B. - Arch Rivals - Championship Sprint - Cyberball 2072 - Gauntlet II - Hard Drivin' - Kozmik Krooz'r - Mortal Kombat II - Mortal Kombat 3 - NARC - Pit-Fighter - Primal Rage - Rampage World Tour - Spy Hunter II - Timber - Total Carnage - Wacko - Wizard of Wor - Xenophobe - Xybots |

Esta colección es el único título de compilación de clásicos de arcade en consolas de sexta generación calificadas con M por la ESRB, en gran parte debido a Mortal Kombat II y 3 y NARC.  Con todos los otros juegos, la compilación habría recibido una calificación de T (para adolescentes) o inferior. Primal Rage recibió una calificación de T de la ESRB cuando se trasladó previamente a las consolas de cuarta y quinta generación. Rampage World Tour también se presenta como un juego de bonificación en Rampage Total Destruction en GameCube y Wii, que está calificado E10+ por la ESRB. 
La compilación fue planeada para incluir los tres títulos de Mortal Kombat, Steel Talons y STUN Runner.  El primer juego de Mortal Kombat se trasladó al disco extra en la versión de edición limitada de Mortal Kombat: Deception, mientras que los otros dos juegos se omitieron por completo debido a problemas de desarrollo. Kozmik Krooz'r y Wacko se agregaron en su lugar.
El primer Mortal Kombat apareció más tarde en otras compilaciones de la serie Midway Arcade Treasures: Extended Play para la PSP y Deluxe Edition para la PC; mientras que STUN Runner apareció en Midway Arcade Treasures 3.

## Recepción
Midway Arcade Treasures 2 recibió un promedio de críticas favorables. En el agregador de reseñas GameRankings, la compilación tiene una puntuación promedio de 73%, mientras que la puntuación promedio es de 74 sobre 100 en Metacritic. Las críticas son la selección más débil de títulos en comparación con el volumen anterior, fallas de emulación menores y mayores, la omisión del Mortal Kombat original y algunas de las entrevistas y documentales por ser granulosos y sin restaurar. GameSpot también criticó la inclusión del Mortal Kombat 3 original, en oposición al Ultimate Mortal Kombat 3 superior.
Debido a problemas de asignación de botones con el botón de inicio, en Mortal Kombat II, la selección de personajes aleatorios (Arriba + Inicio) no se puede usar y Smoke (Abajo + Comenzar en el escenario del Portal mientras aparece un mensaje de Dan Forden que grita el mensaje "¡Toasty!") tampoco.